# Arca di sant'Agostino
L'arca di Sant'Agostino è un'opera di scultura gotica realizzata in marmo bianco di Carrara e in marmo di Candoglia da Giovanni di Balduccio e da alcuni suoi allievi tra il 1362 e il 1365; contiene le spoglie di Sant'Agostino di Ippona (354-430) ed è conservata nella basilica di San Pietro in Ciel d'Oro a Pavia.

## Storia
L'arca fu realizzata tra il 14 dicembre del 1362 (come indicato sia dalle fonti documentarie sia da un'incisione posta su di un listello del basamento) e il 20 agosto del 1365. La sua realizzazione segue pertanto di pochi anni quella del monumento funebre di san Pietro martire in Sant'Eustorgio a Milano, che ne costituisce il principale modello, benché l'arca eretta a Pavia superi il monumento scolpito a Milano per imponenza e dimensioni, oltre che per il numero di statue e rilievi che la ricoprono.
L'arca fu probabilmente commissionata dal priore degli Agostiniani Bonifacio Bottigella, membro di una famiglia aristocratica pavese legata a Galeazzo II Visconti. Filosofo e teologo, confessore di Bianca di Savoia, nominato nel 1393 vescovo di Lodi, Bonifacio fu colui che verosimilmente ideò anche il programma iconografico dell'arca, incentrato sulle vicende della vita di Sant'Agostino e sulla costante ricerca della virtù.
Nell'anno in cui fu ultimata l'arca, il 1365, Galeazzo II spostò la propria residenza e la corte da Milano a Pavia, dove era quasi terminato il cantiere del castello Visconteo. La basilica di san Pietro in Ciel d'Oro, monastero regio di fondazione longobarda che ospitava le spoglie anche di re Liutprando e di Severino Boezio, venne scelto dal Visconti come chiesa sepolcrale. Qui infatti vennero inumati sia Galeazzo II, sia importanti membri della corte come Lionello, duca di Clarence, marito di Violante Visconti. Il cantiere dell'arca fu in parte finanziato da Galeazzo II che probabilmente intendeva, grazie all'erezione di un monumento in forme più imponenti rispetto alla precedente arca milanese di San Pietro martire, affermare la supremazia artistica e culturale della sua corte e della sua nuova capitale. 
Sebbene l’arca fosse destinata a contenere le spoglie del santo in realtà essa è rimasta a lungo un semplice monumento dal momento che per secoli si perse traccia delle reliquie. Probabilmente le ossa furono nascoste per paura che venissero trafugate vista l’importanza del santo. Le ossa furono ritrovate il 1 ottobre 1695 nella cripta della Chiesa durante dei lavori di restauro della chiesa. 
A seguito della soppressione del monastero, a partire dal 1786, l'arca ebbe una travagliata vicenda: fu smontata e ricostruita prima nella scomparsa chiesa del Gesù e poi nel Duomo, finché fu ricollocata nella sede attuale solo dopo il restauro di San Pietro in Ciel d'Oro nell'anno 1900.
Il restauro del 2007, finanziato dalla Diocesi di Pavia e dal Ministero per i Beni e le Attività Culturali, ha inoltre evidenziato le differenti tecniche di levigatura e lucidatura tra i rispettivi registri, e la mancata lucidatura finale delle superfici delle cimasa.

### Attribuzione
Sono andati perduti tutti gli originali documenti relativi alla sua commissione, e risultano pertanto ignoti gli artisti che vi lavorarono.
La critica ritieneva tali artisti affini ai maestri di ascendenza campionese sulla base di raffronti stilistici. Tuttavia alcuni studiosi hanno avanzato, nei secoli, diverse ipotesi su chi sia stato l'autore di un tale capolavoro: in particolare va ricordata l'opera di Defendente Sacchi (1796-1840) e quella di Mons. Rodolfo Majocchi che nel 1901, nel suo L'autore dell'Arca di S. Agostino in San Pietro in Ciel d'Oro di Pavia  esprimeva la "certezza" che l'opera fosse stata cominciata nell'anno 1350; che la data 1362, incisa sull'Arca, sia la data in cui i lavori terminarono, probabilmente troncati dalla morte dell'autore, che si sarebbe secondo il Majocchi spento a Pavia dopo il 1360; che l'autore fosse il maestro pisano Giovanni di Balduccio per le evidenti similitudini con il monumento di San Pietro martire di Milano; che erroneamente l'Arca fosse stata attribuita a Bonino da Campione, cosa impossibile secondo il Majocchi per via delle differenze stilistiche con le sue altre opere.
Tuttavia, l'attribuzione dell'arca a Giovanni di Balduccio è stata avanzata da diversi studiosi, quali William Reinhold Valentiner e, più recentemente, Francesco Caglioti, ed è ora accettata dalla critica. Con tutta probabilità, il maestro pisano, documentato per l'ultima volta a Milano nel 1349, non morì in quell'anno, ma rimase operativo in Lombardia almeno fino al 1365, anno in cui si interruppero i lavori dell'arca di Sant'Agostino, che quindi fu realizzata da Giovanni di Balduccio, ormai anziano, insieme ad alcuni suoi allievi.

## Descrizione
Il monumento funebre fu concepito come un monumento isolato, visibile da tutti e quattro i lati, a differenza di molti dei monumenti coevi concepiti per essere addossati ad una parete. Sul primo registro in basso, che funge da basamento e da contenitore del sarcofago, si alternano statue di santi e apostoli alle rappresentazioni delle virtù, che sporgono a formare dei pilastri che continuano nei registri superiori, con statue di vescovi, papi e santi.
Al di sopra del basamento, è una cella, sostenuta da pilastri, che contiene il corpo giacente del santo rappresentato con cura dei particolari, mentre con le mani, coperte da guanti cesellati, regge il libro aperto. Il lenzuolo su cui giace il corpo è sostenuto da sei giovani dalle sontuose e raffinate vesti, cui sono affiancate rappresentazioni dei dottori della chiesa. Il soffitto della cella è interamente coperto da centinaia di cherubini, fra i quali sporgono busti di santi, l'arcangelo Raffaele che guida Tobia, l'arcangelo Michele che pesa le anime, ed al centro Cristo entro la mandorla. L'elaborata cesellatura del marmo di queste figure viene accostata dai critici ai modi di Matteo da Campione, in opere quali il pulpito del duomo di Monza.
Nel registro superiore sono dieci riquadri con episodi della vita del santo, sormontati da una cimasa con i Miracoli compiuti dal santo entro timpani triangolari, alternati con figure angeliche.

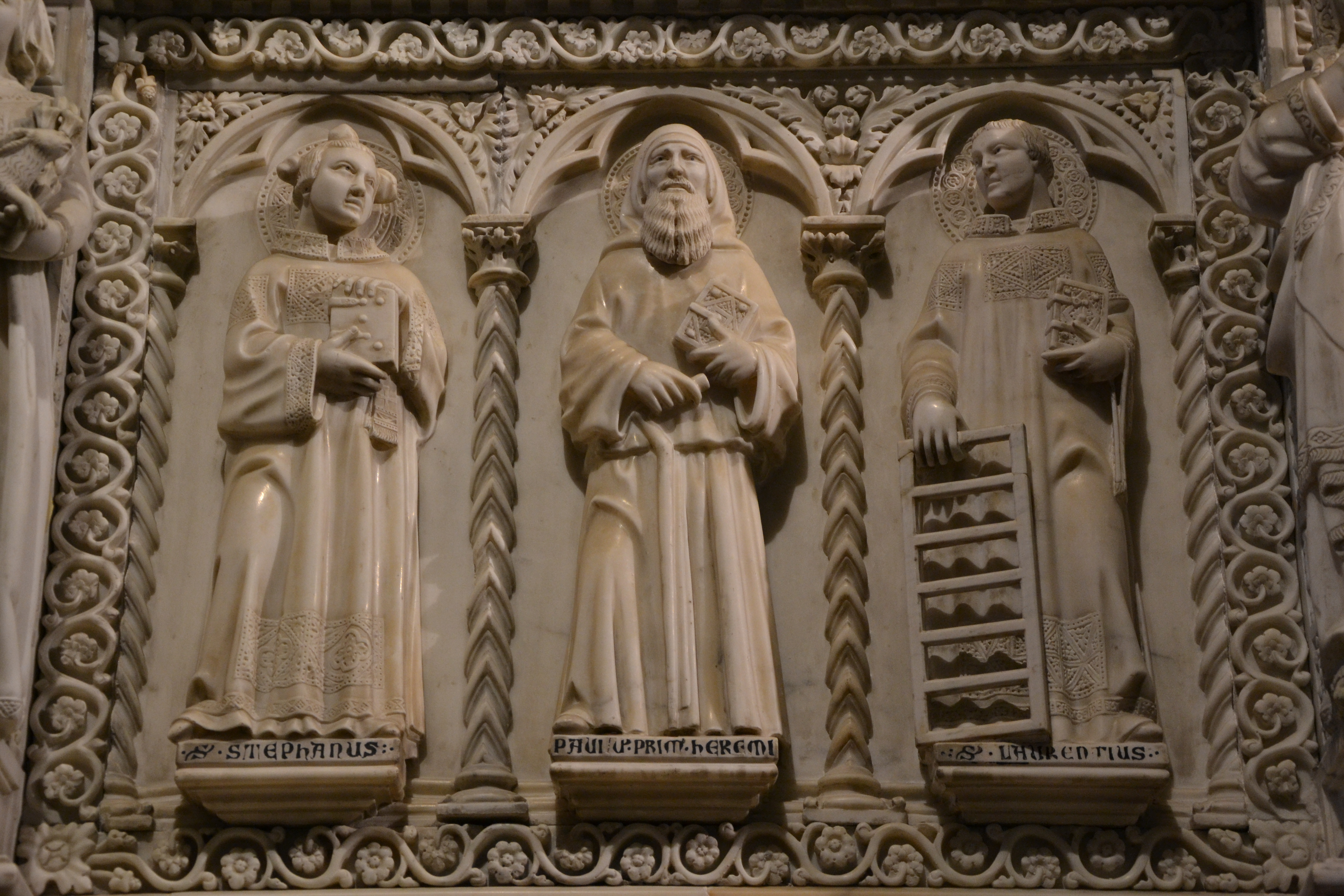
I santi Stefano, Paolo l'Eremita e Lorenzo.

Nel dettaglio, sull'arca sono rappresentati, dal basso verso l'alto ed in senso orario, a partire dal fronte:
Sul basamento, la fede, la speranza, la carità e la religione alternate agli apostoli riconoscibili dal nome e dalla citazione sul cartiglio che recano, rappresentati con particolare realismo. Sul lato corto, la mansuetudine con l'agnello, con i santi Marco, Paolo e Luca, e la raffigurazione della povertà quindi proseguono la prudenza dai tre volti, giustizia, temperanza e fortezza alternate agli altri sei apostoli, e per finire le virtù dell'obbedienza e della castità, fra cui sono i santi Stefano, Paolo l'Eremita e Lorenzo.
Gli episodi narrati nei riquadri del terzo registro sono
1. Agostino ascolta Ambrogio predicare
2. La conversione
3. Ambrogio battezza Agostino
4. L'arrivo del corpo di Agostino a Pavia e l'ingresso in S. Pietro in Ciel d'oro con il re Liutprando
5. Re Liutprando e il vescovo Pietro sulla nave che trasporta il corpo del santo
6. Il funerale della madre di Agostino, Monica
7. L'istituzione dell'ordine agostiniano
8. Agostino ammaestra e battezza
9. Agostino maestro a Roma e a Milano

Sulla cimasa, miracoli ed altri episodi:
- Liberazione di un prigioniero. Episodio tratto dalla Legenda Aurea di Jacopo da Varagine, narra di un gruppo di prigionieri pavesi prigionieri del duca di Malaspina. Il santo apparì di notte a un prigioniero che ne aveva implorato l'aiuto, e lo condusse fuori dal carcere.
- Guarigione di un'indemoniata
- Apparizione miracolosa a Cava Manara a un gruppo di pellegrini in viaggio verso Roma. Il santo invita i pellegrini a visitare la sua tomba a Pavia promettendo loro di guarire le loro infermità. Nel riquadro successivo, sono rappresentati i pellegrini che entrano nella basilica.
- Sant'Agostino discute con tre teologi considerati eretici, probabilmente Ario, Donato e Pelagio, scolpiti con zampe di pollo.
- La morte di Agostino

Alternati a questi rilievi, sono le statue raffiguranti le gerarchie angeliche: serafini, cherubini, troni, dominazioni, virtù, potestà, principati, arcangeli, angeli

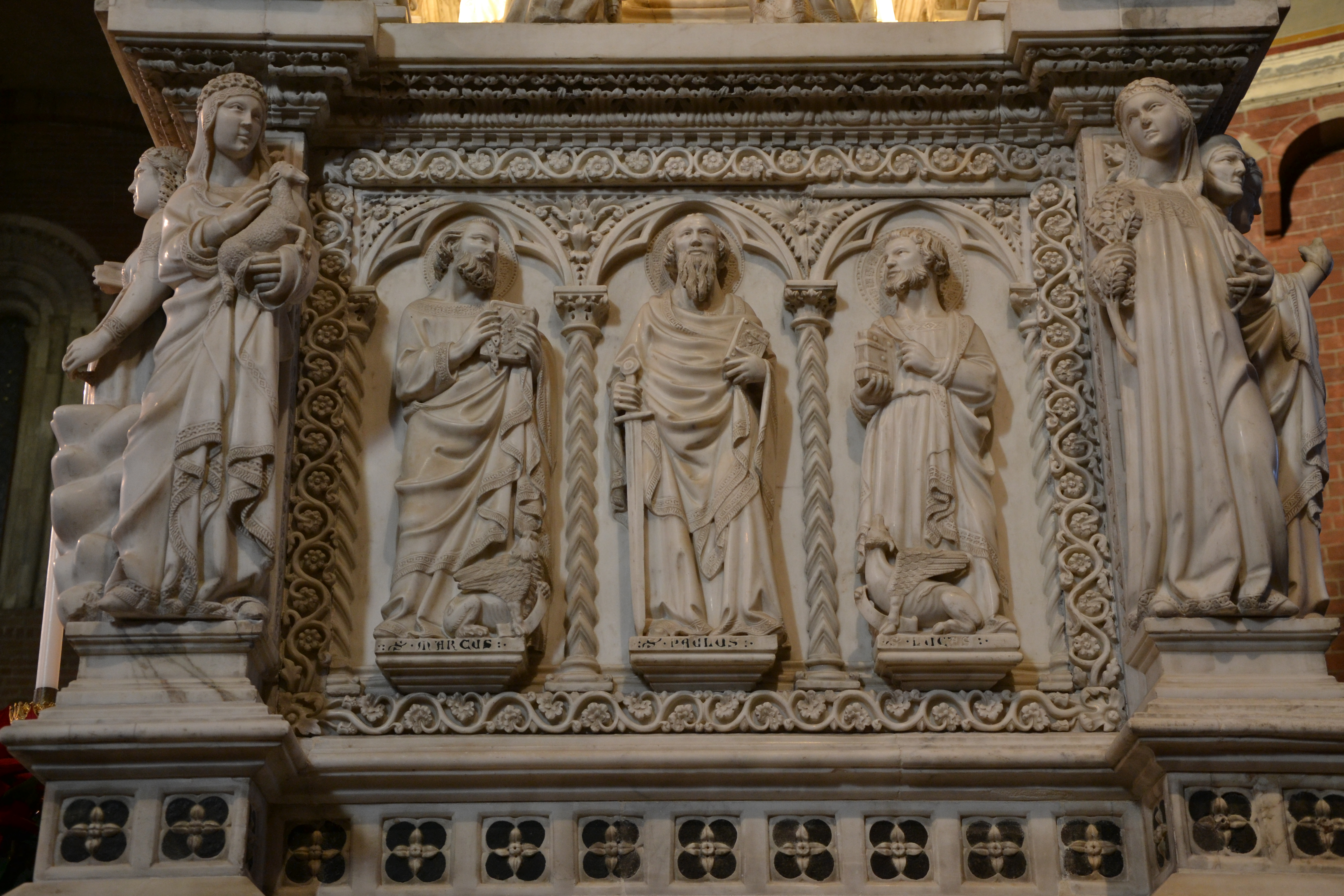
Santi e virtù sul basamento.
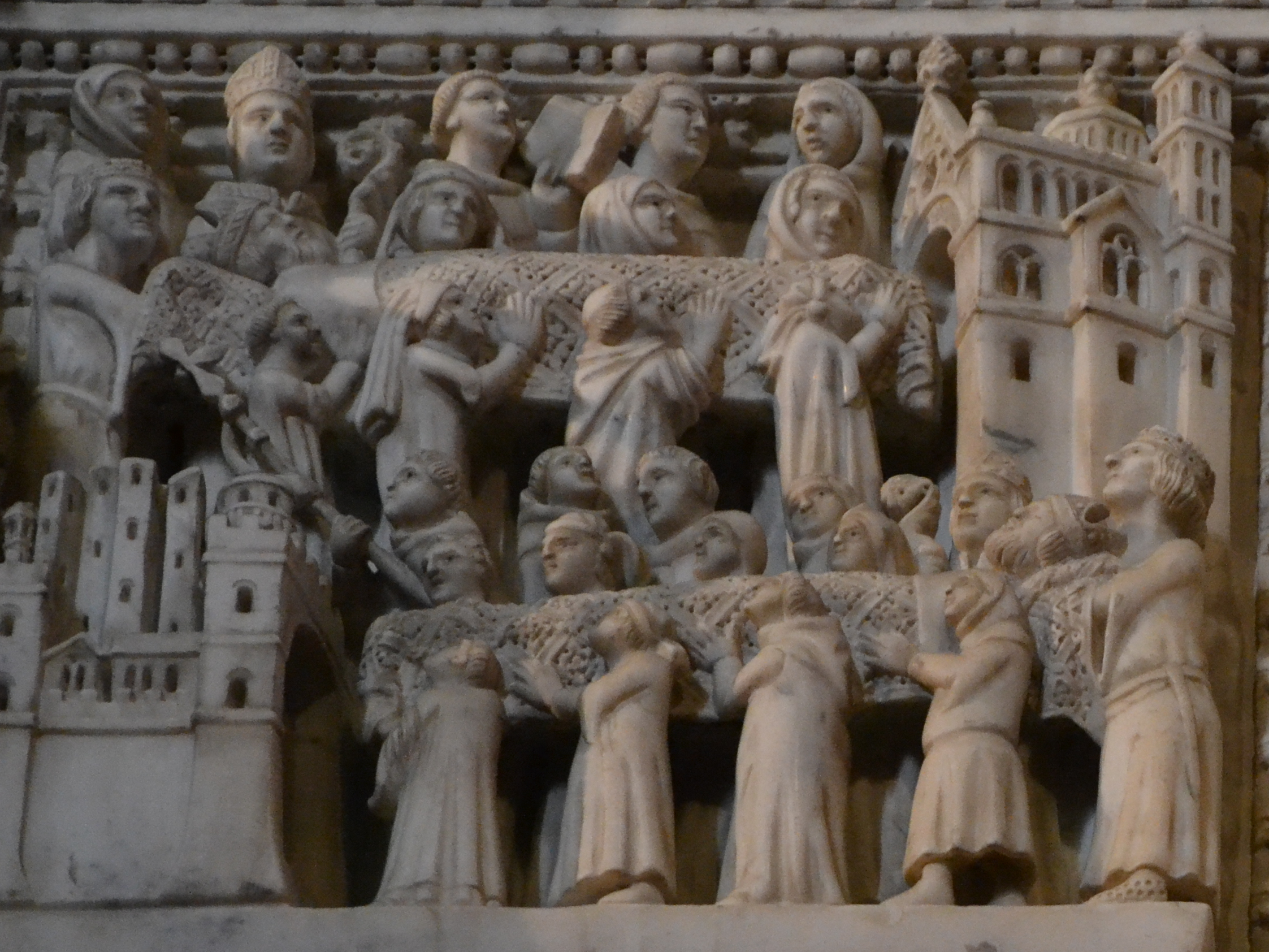
L'arrivo del corpo di Agostino a Pavia e l'ingresso in S. Pietro in Ciel d'oro con il re Liutprando.
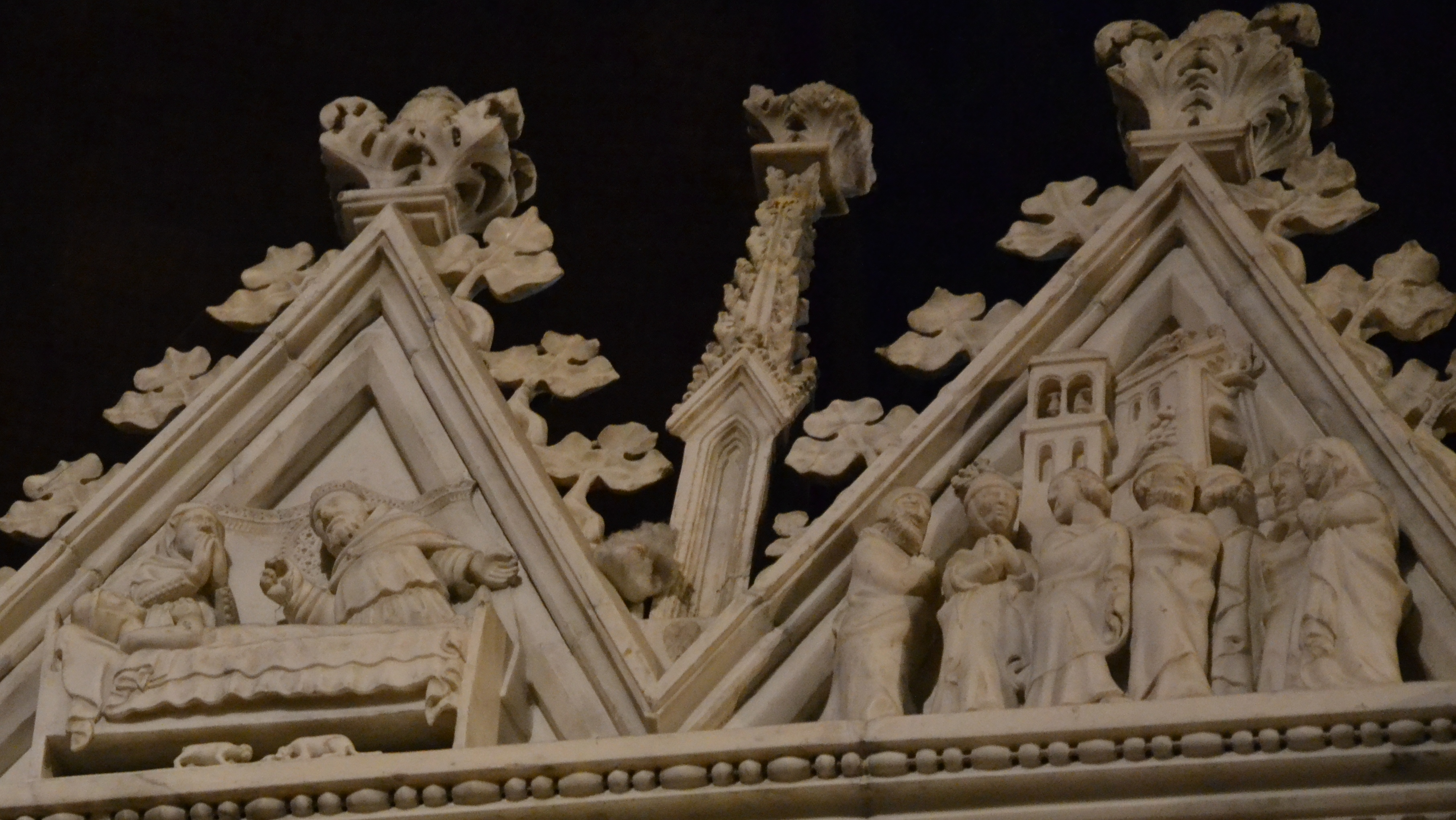
Il miracolo di Cava Manara.
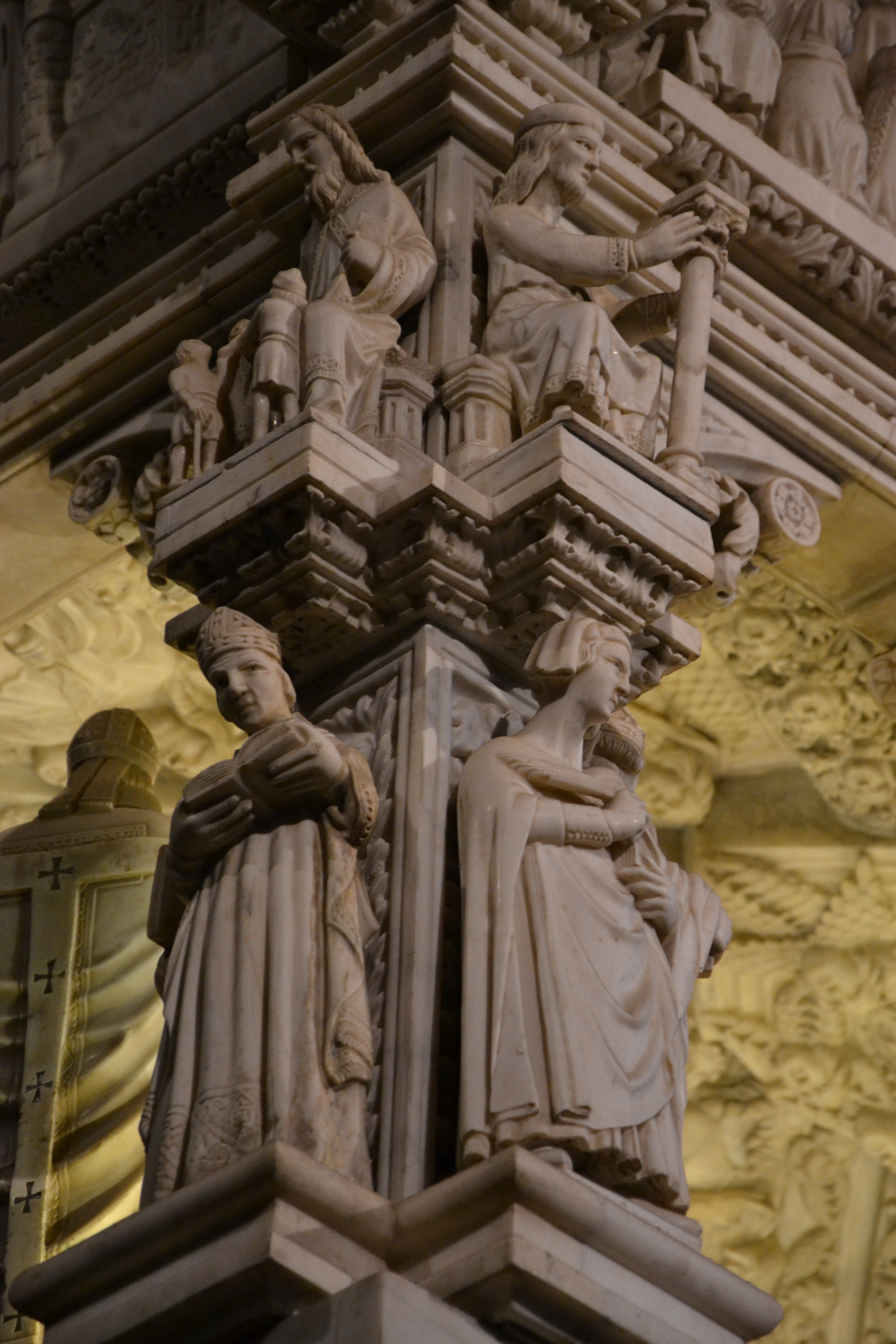
Statue di santi.
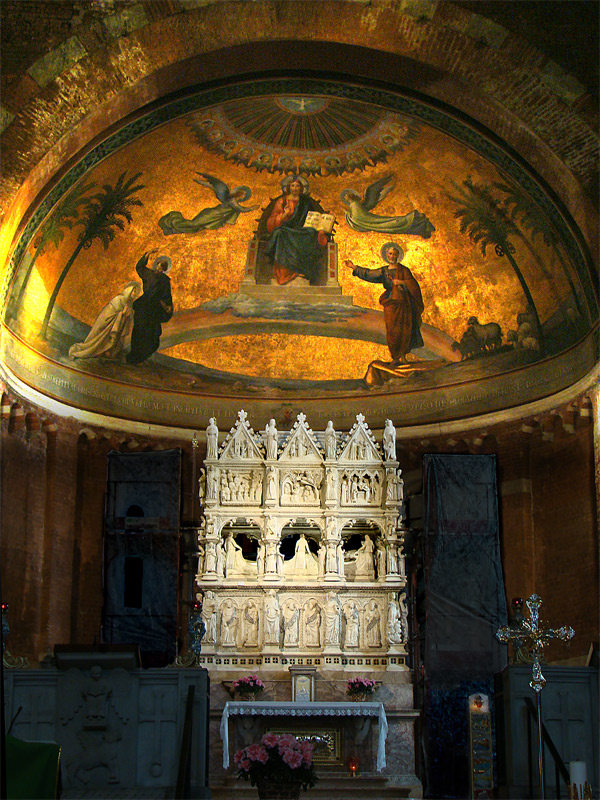
Veduta d'insieme.